# Carlos Gálviz
Carlos Johan Gálviz García (23 ottobre 1989) è un ciclista su strada venezuelano che corre per il Club Politachira. Attivo tra gli Elite/Under-23 dal 2008, dal 2014 al 2015 ha gareggiato come professionista all'Androni Giocattoli.

## Carriera
Gálviz esordì tra gli Under-23/Elite a soli 18 anni con la Lotería del Táchira, squadra in cui rimase per un anno senza ottenere risultati. L'anno successivo passò alla Alcaldía de Páez e vi rimase fino all'età di 19 anni, prima di doverla abbandonare per problemi finanziari. Nel 2008 partecipò con la selezione venezuelana ai Campionati del mondo di Varese, prendendo parte alla prova in linea Under-23. Nel 2009 passò quindi alla Gobernación del Zulia con la quale vinse il campionato nazionale a cronometro nella categoria Under-23.
Tornò quindi nel 2010 alla Lotería del Táchira, confermando le doti di passista con la vittoria di un altro titolo di campione nazionale a cronometro nella categoria Under-23 e piazzandosi terzo nella prova in linea. Vinse anche una tappa alla Vuelta a Guatemala (dove terminò quarto) e colse un secondo posto nella Vuelta a Bolivia. Nel 2011 passò nelle file della formazione Continental Movistar, e si aggiudicò il quarto posto nei campionati nazionali a cronometro tra gli élite, piazzamento che migliorò l'anno successivo arrivando terzo. Nelle corse a tappe arrivò decimo nella Vuelta al Uruguay e ottavo nella corsa di casa, la Vuelta al Táchira.
Nel 2013 passa alla Fegaven-Pdval e si aggiudica la vittoria finale nella Vuelta a El Corozo; l'anno dopo, con la formazione Continental paraguaiana Start-Trigon, vince invece una tappa alla Vuelta Ciclística Independencia Nacional e il titolo nazionale a cronometro. Nel luglio del 2014 si trasferisce quindi tra le file della squadra Professional Continental Androni Giocattoli-Venezuela: nei mesi seguenti riesce a classificarsi secondo, con un successo di tappa, alla Vuelta a Venezuela, e a vincere la medaglia d'oro nella prova su strada ai Giochi centramericani e caraibici in Messico. Nel 2015 vince una frazione alla Vuelta al Táchira, mentre nel 2016, scaduto il contratto con Savio, torna in patria per gareggiare con il team JHS Aves-Intac.

## Palmarès
- 2009 (Gobernación del Zulia, tre vittorie)

Campionati venezuelani, Prova a cronometro Under-23
4ª tappa Clásico Virgen de la Consolación de Táriba
4ª tappa Vuelta al Estado Zulia
Classifica Generale Vuelta al Estado Zulia
- 2010 (Lotería del Táchira, due vittorie)

Campionati venezuelani, Prova a cronometro Under-23
12ª tappa Vuelta a Guatemala (Villa Linda, cronosquadre)
- 2011 (Movistar CT, una vittoria)

Prologo Vuelta a Cundinamarca
- 2012 (Movistar Team, due vittorie)

2ª tappa Vuelta a Bramón
4ª tappa Vuelta al Valle del Cauca
- 2013 (Fegaven-Pdval, una vittoria)

2ª tappa Vuelta a El Corozo
Classifica generale Vuelta a El Corozo
- 2014 (Start - Trigon Cycling Team, tre vittorie; Androni Giocattoli - Venezuela, due vittorie)

Classifica generale Vuelta al Táchira
5ª tappa Vuelta Ciclística Independencia Nacional (Moca > Constanza)
Campionati venezuelani, Prova a cronometro
6ª tappa Vuelta a Venezuela (Campo de Carabobo > Nirgua, San Vicente)
Giochi centramericani e caraibici, Prova in linea
- 2015 (Androni Giocattoli - Sidermec, una vittoria)

5ª tappa Vuelta al Táchira (Santa Cruz de Mora > San Juan de Colón)
- 2020 (Movistar CT, una vittoria)

Campionati venezuelani, Prova a cronometro

### Altri successi
- 2023 (Movistar - Best PC)

1ª tappa Clásica Ciclística Ambato Tungurahua
Classifica generale Clásica Ciclística Ambato Tungurahua

## Piazzamenti

### Classiche monumento
- Giro di Lombardia

2014: ritirato

### Competizioni mondiali
- Campionati del mondo

Varese 2008 - In linea Under-23: ritirato
Ponferrada 2014 - In linea Elite: ritirato